# North American XB-70 Valkyrie
El North American XB-70 Valkyrie (‘Valquiria’) fue la versión prototipo del bombardero nuclear supersónico B-70, propuesto para el Mando Aéreo Estratégico de la Fuerza Aérea de los Estados Unidos. Diseñado a finales de los años 1950, el Valkyrie era un avión de grandes dimensiones propulsado por seis turborreactores y capaz de volar a velocidades Mach 3+ a una altitud de 21 000 metros, lo que le habría permitido evitar los interceptores, la única arma antibombardero efectiva en esa época.
La introducción de misiles superficie-aire de gran altitud efectivos, los altos costes de desarrollo del programa, y los cambios en el entorno tecnológico con la introducción de los misiles balísticos intercontinentales (ICBM), llevaron a la cancelación del programa del B-70 en 1961. A pesar de que la flota propuesta de bombarderos B-70 fue cancelada, se fabricaron dos prototipos con la designación XB-70A y se usaron para realizar vuelos supersónicos de pruebas de 1964 a 1969. Uno de los prototipos se estrelló después de sufrir una colisión en pleno vuelo en 1966 (véase el accidente del piloto Joseph Albert Walker); el otro se encuentra expuesto en el Museo Nacional de la Fuerza Aérea de los Estados Unidos en Ohio.

## Diseño y desarrollo

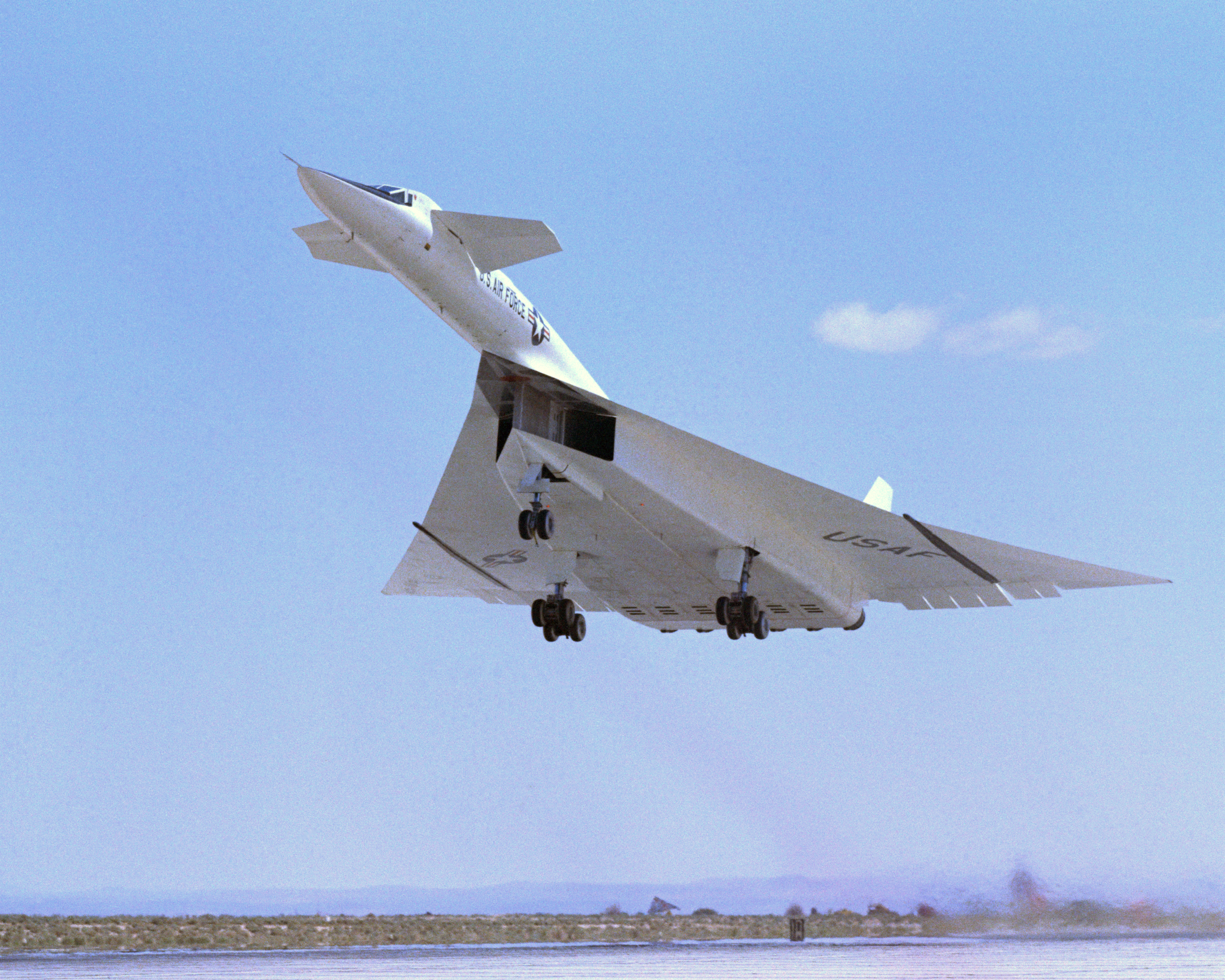
XB-70A 62-0001 despegando para realizar un vuelo de prueba en agosto de 1965.

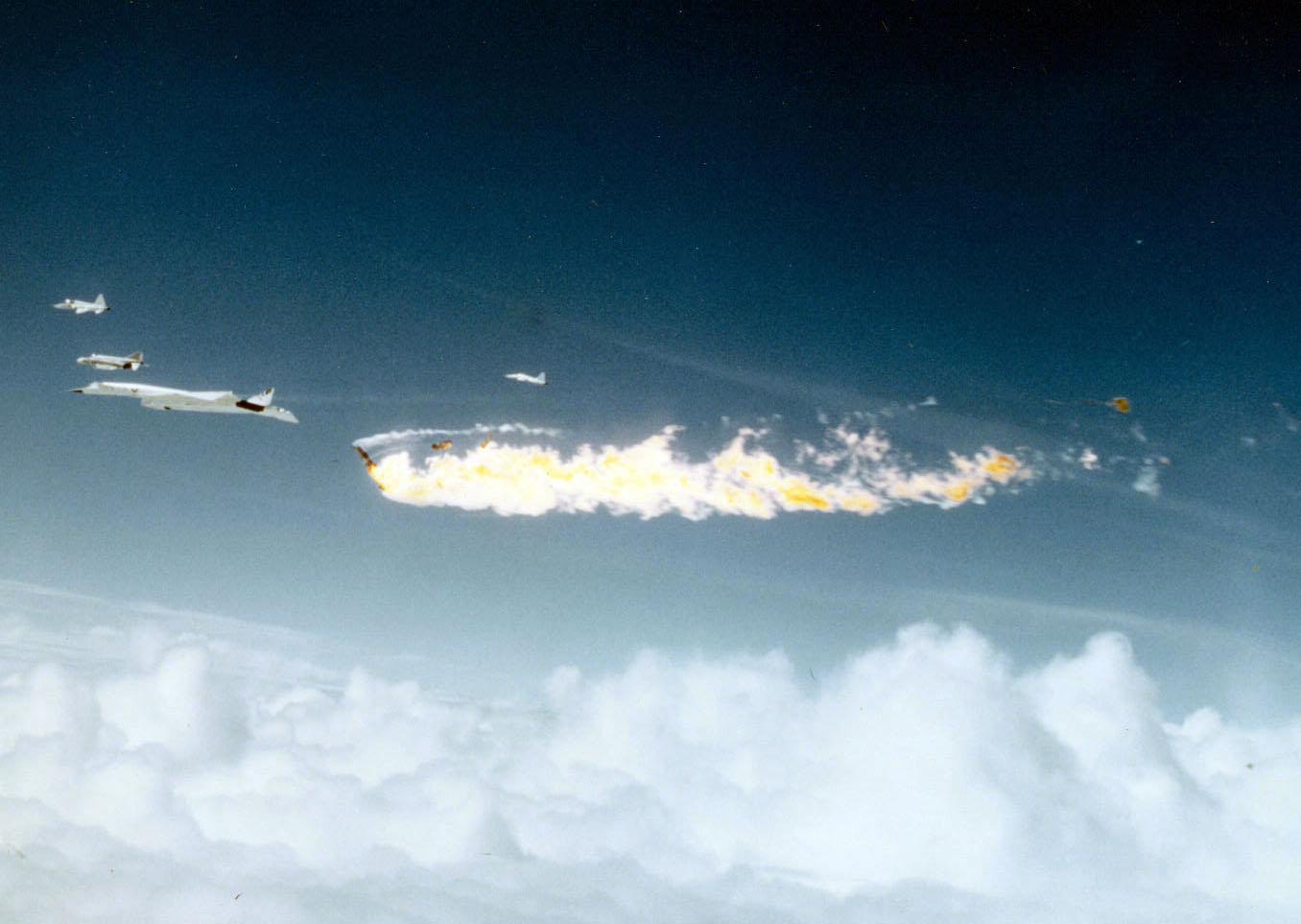
El segundo prototipo, XB-70A 62-0207, tras colisionar en el aire con un Lockheed F-104 Starfighter el 8 de junio de 1966.

El proyecto se inició en 1954, pero sufrió numerosos problemas en las primeras pruebas de vuelo por su avanzado diseño. Se trataba de un avión de excepcionales características, con un diseño original, único en su tipo y adelantado a su época, ya que tenía capacidad para volar a velocidades de Mach 3, con cargas de bombas nucleares o convencionales, y su alcance en combate (autonomía de vuelo) sin reabastecimiento de combustible en el aire era superior a los 12 000 km.
El 23 de diciembre de 1957, el fabricante North American Aviation ganó el concurso para su construcción, pero dos años más tarde el programa fue reducido a la fabricación de un solo prototipo de pruebas de vuelo y experimentación de nueva tecnología.
A mediados de 1960, el Valkyrie parecía ya una realidad, pero en marzo de 1961, el presidente John F. Kennedy decidió dar prioridad a la construcción de nuevos sistemas de ICBM (misiles balísticos intercontinentales), que por aquel entonces estaban adquiriendo una mayor capacidad y precisión, haciendo innecesaria la construcción de nuevos bombarderos de penetración profunda que transportasen bombas y proyectiles directamente hasta las cercanías de su blanco u objetivo.
Todo el programa quedó reducido a dos prototipos para pruebas de vuelo y aplicación de nuevas tecnologías, cuyos primeros vuelos tuvieron lugar el 21 de septiembre de 1964 y el 17 de julio de 1965 respectivamente. Tan solo el segundo de ellos, con un diseño modificado en sus alas, consiguió alcanzar la velocidad de Mach 3 según las especificaciones solicitadas para la fabricación. El segundo prototipo resultó destruido el 8 de junio de 1966, tras la colisión en el aire con un avión escolta Lockheed F-104 Starfighter. 
El XB-70 era un avión experimental de largo alcance, de ala en delta cantiléver, propulsado por seis turborreactores. Los extremos alares se podían accionar hidráulicamente para bajarlos y mejorar las características de estabilidad durante los vuelos a velocidades supersónicas a gran altitud, formando un ángulo con el resto de las alas de hasta 65º. Con esto se conseguía también hacer un mayor empleo del efecto de sustentación por compresión, mediante el cual la onda de choque supersónica era encauzada entre los extremos alares y la superficie inferior plana del avión, aumentando la sustentación en un 30 %, para lograr mayor fuerza vertical.
En la sección anterior del fuselaje, detrás de la cabina, estaba situado una especie de plano anterior de tipo canard móvil, que confería al avión unas excelentes cualidades de vuelo a bajas velocidades y ayudaba a levantarlo en las maniobras de despegue y a estabilizarlo en las maniobras de aterrizaje.
El fuselaje central era de sección circular, con un diseño parecido al del avión supersónico de pasajeros Concorde, siendo construida la parte delantera de la nave con un sistema de posición variable, con láminas de titanio. El grupo motopropulsor estaba constituido por seis potentes turborreactores General Electric YJ93-GE-3 de 14 000 kgf de empuje con postquemador cada uno, situados todos juntos en línea, en el interior de una especie de cámara rectangular bajo el fuselaje central y las alas, cuya misión consistía en controlar las ondas de choque producidas a altas velocidades, de modo que el aire llegara a los motores con la velocidad y presión óptimas para su funcionamiento a diferentes altitudes y velocidades. 
La cabina era presurizada, al igual que los compartimentos donde se alojaban los equipos electrónicos, sistemas automáticos de navegación y bombardeo de tipo experimental. Su tren de aterrizaje era triciclo retráctil, con cuatro ruedas en cada una de las patas principales y dos en la parte delantera, bajo las toberas de toma de aire a los motores. La cola contaba con doble estabilizador vertical, en forma similar al avión espía Lockheed SR-71, para mantener la estabilidad de la nave a altas velocidades, aumentar el control y evitar derrapes laterales en el momento del aterrizaje.
Debido a la aparición de nuevos misiles tácticos ICBM con mayor precisión, instalados en silos, embarcados en submarinos y barcos de guerra, estos aviones bombarderos de largo alcance quedaron obsoletos y no se continuó con el desarrollo de nuevos modelos de producción en serie, debido a su alto coste de diseño, desarrollo y producción, mantenimiento, coste de vuelo por hora, combustible, horas de entrenamiento de pilotos, posibles accidentes durante su vida operativa y su función muy específica.
Sin embargo, con los acuerdos de limitación de armas estratégicas START II, entre Rusia y Estados Unidos para desmantelar los misiles nucleares, se ha iniciado un nuevo programa de diseño y desarrollo para la construcción de nuevos aviones bombarderos de largo alcance, que volarán en el actual siglo y serán el nuevo surgimiento de este tipo de bombarderos supersónicos que estaban adelantados a su época.

## Variantes
XB-70A
Prototipo del B-70. Dos construidos:
AV-1, número de modelo de NAA NA-278, núm. de serie de la USAF 62-0001, completó 83 vuelos en 160 horas y 16 minutos.
AV-2, número de modelo de NAA NA-278, núm. de serie de la USAF 62-0207, voló 46 veces en 92 horas y 22 minutos, antes de estrellarse en junio de 1966.
XB-70B
AV-3, número de modelo de NAA NA-274, núm. de serie de la USAF 62-0208, iba a ser originalmente el primer YB-70A en marzo de 1961. Este avanzado prototipo fue cancelado al principio de su fabricación.
YB-70
Versión planeada de preproducción con mejoras basadas en los XB-70.
B-70A
Versión planeada de bombardero de producción del Valkyrie. Se planeó una flota de hasta 65 bombarderos operacionales.
RS-70
Versión propuesta de reconocimiento y ataque con una tripulación de cuatro personas y capacidad de repostaje en vuelo.

## Operadores
Estados Unidos
- Fuerza Aérea de los Estados Unidos
- NASA

## Especificaciones (XB-70A)
Referencia datos: USAF XB-70 Fact sheet

### Características generales
- Tripulación: Dos
- Longitud: 56,6 m (185,7 ft)
- Envergadura: 32 m (105 ft)
- Altura: 9,4 m (30,8 ft)
- Superficie alar: 585 m² (6297,1 ft²)
- Perfil alar: Hexagonal; 0,30 Hex en raíz, 0,70 Hex en punta
- Peso vacío: 93 000 kg (204 972 lb)
- Peso cargado: 242 500 kg (534 470 lb)
- Peso máximo al despegue: 250 000 kg (551 000 lb)
- Planta motriz: 6× turborreactor General Electric YJ93-GE-3.
  - Empuje normal: 84 kN (8565 kgf; 18 884 lbf) de empuje cada uno.
  - Empuje con postquemador: 128 kN (13 052 kgf; 28 776 lbf) de empuje cada uno.

### Rendimiento
- Velocidad máxima operativa (Vno): 3309 km/h (2056 MPH; 1787 kt) (Mach 3,1)
- Velocidad crucero (Vc): 3200 km/h (1988 MPH; 1728 kt) (Mach 3)
- Alcance en combate: 6900 km
- Techo de vuelo: 23 600 m (77 428 ft)
- Carga alar: 414,7 kg/m² (84,9 lb/ft²)
- Empuje/peso: 0,314

## Aeronaves relacionadas

### Desarrollos relacionados
- North American XF-108 Rapier

### Aeronaves similares
- Avro 730
- Sujói T-4
- Myasishchev M-50

### Secuencias de designación
- Secuencia NA-_ (interna de North American): ←  NA-256 - NA-257 - NA-258 - NA-259 - NA-260 - NA-261 - NA-262 - NA-263 - NA-264 - NA-265 - NA-266 - NA-267 - NA-268 - NA-269 - NA-270 - NA-271 - NA-272 - NA-273 - NA-274 - NA-275 - NA-276 - NA-277 - NA-278 - NA-279 - NA-280 - NA-281 - NA-282 - NA-283 - NA-284 - NA-285 - NA-286 - NA-287 - NA-288 - NA-289 -- NA-300 - NA-301 - NA-302 - NA-303 - NA-304 - NA-305 - NA-306 -- NA-312 - NA-313 - NA-314 - NA-315 - NA-316 - NA-317 - NA-318 →
- Secuencia B-_ (Bombarderos del USAAC/USAAF/USAF, 1926-1962): ← B-67 - B-68 - RB-69 - B-70 - B-71
- Secuencia RS-_ (Aviones de Reconocimiento-ataque de la USAF, 1960-1962): RS-70 - RS-71